# Estadio Eladio Rosabal Cordero
El Estadio Eladio Rosabal Cordero denominado actualmente "Transcomer Arena" por motivos de patrocinio es un estadio de fútbol que está ubicado en Heredia, Costa Rica y es propiedad del equipo de la Primera División de Costa Rica, el Club Sport Herediano el cual es su sede. El estadio Eladio Rosabal Cordero fue inaugurado el 21 de agosto de 1949 en un juego entre el Club Sport Herediano y la Sociedad Gimnástica Española que acabó 3-1 a favor de los florenses. En 1964 se nombró oficialmente como estadio Eladio Rosabal Cordero.
El estadio ha albergado finales de la Primera División de Costa Rica, varios partidos oficiales de la Concacaf, así como partidos amistosos de la Selección de fútbol de Costa Rica.
Desde 2020, el estadio se encuentra en proceso de reconstrucción total y tendrá una capacidad cercana a los 12.000 espectadores, y se espera que su reconstrucción termine a finales de 2025.

## Inicios y construcción
La construcción de un estadio en la ciudad de  Heredia inició el 22 de diciembre de 1945, bajo la dirección de Rafael Herrera. 
El Consejo Municipal del Cantón Central jugó un papel fundamental al donar dos terrenos al Club Sport Herediano, eso sí, con una serie de condiciones: la obra debía de estar terminada en un plazo no mayor de cinco años, facilitar el estadio para otros eventos deportivos del cantón, y por sobre todo, el Club no puede vender el inmueble dentro de un plazo de 99 años contados a partir del otorgamiento de la escritura de venta y solo pueden ser hipotecados, para invertir estos fondos en la construcción o mantenimiento del inmueble. 
La construcción del inmueble se gestionó gracias a un crédito  con el Banco Nacional de Costa Rica, así como el aporte de la comunidad herediana, de muchas organizaciones y del propio gobierno de la República de Costa Rica.
El estadio tiene como fecha inaugural el 21 de agosto de 1949, donde se disputó el primer encuentro contra la  Sociedad Gimnástica Española, con un marcador de 3 a 1 a favor del Club Sport Herediano. Sin embargo, se ha debatido esta fecha inaugural debido a la carencia de un documento en actas que haga referencia a dicho enfrentamiento para ser considerado como juego de inauguración oficial.  
En 1964 el entonces directivo Vicente Montero hizo una moción para que el reducto llevara el nombre de Eladio Rosabal Cordero. Fue así, que a finales de la década de los años 60 el estadio fue bautizado oficialmente bajo este nombre. 
En ese mismo año se instala por primera vez la iluminación en el estadio y en 1974 se construyeron las casetas de transmisión de radio y televisión. A finales de la década de los setenta se construyó la gradería del sector Sur.
A principios del año 2010, se sustituyó la gramilla natural por un césped sintético de última generación con dimensiones de 105,80 metros de largo por 68 metros de ancho.
Cuando fue demolido, el reducto contaba con una capacidad para 8.700 espectadores, y era propiedad de la Asociación Deportiva Club Sport Herediano. Las localidades del estadio estaban divididas en: Sol General, Sol Numerado, Sombra Numerada y Palcos, así como las oficinas administrativas Rafael Herrera.

### Nuevo estadio
Para mediados de 2017, anunciaron que el estadio sería objeto de una importante remodelación, la cual se irá abarcando por etapas, para finalizar en 2018 con una capacidad para albergar aficionados de 15.900 (Gradería Oeste 4.500, Gradería Norte 5.000, Gradería Este 4.000, Gradería Sur 2.400), además todo el reducto será completamente techado, se construirá un nuevo edificio de tres pisos que abarcará una zona comercial, oficinas administrativas y un gimnasio, para una inversión cercana a los $5.000.000.
Se planeó inicialmente que la remodelación del reducto Herediano arrancara en enero de 2020, con una estimación de quince meses de trabajo. La empresa Apsa de Guatemala será la encargada de la construcción del que sería el escenario deportivo más moderno de Centroamérica.
El nuevo Estadio Eladio Rosabal Cordero tendrá capacidad para catorce mil aficionados y se esperaba que estuviera listo en el 2021, año en que cumplió el Club Sport Herediano su centenario. El presidente del club Juan Carlos Retana, enumeró una lista de nuevas locaciones que tendrá el Rosabal tras su remodelación: Zona comercial, zonas vip, camerinos masculinos y femeninos, museo, centro de alto rendimiento, gimnasio, anfiteatro,  zonas de prensa y una clínica.
La demolición del viejo estadio empezó el 22 de julio de 2020, y la primera piedra del nuevo complejo se colocó el 6 de noviembre de 2020.
En octubre de 2021 la construcción del nuevo estadio presentaba un avance del 50%  y se esperaba que fuera inaugurado en mayo o junio de 2022, pero luego debido a instrucciones por parte del cuerpo de bomberos y de la municipaliad de Heredia, se dieron importantes atrasos con lo que la fecha para la apertura del nuevo estadio fue atrasado hasta una fecha entre diciembre de 2022 y julio del 2023. El costo de la construcción se elevó a $12.000.000

## Acontecimientos

### Conciertos Internacionales
Red Hot Chili Peppers (octubre de 2002). 
Nigga (julio de 2010).
Comando Tiburón (julio de 2010).
Los Pericos (julio de 2010).
Gustavo Cordera (julio de 2010).
Los Auténticos Decadentes (julio de 2010).
Marco Antonio Solís (mayo de 2011). 
Jorge Calderón (agosto de 2011).
Children of Bodom (diciembre de 2011).
Megadeth (diciembre de 2011).